# Yankopek
El Yankopek es una criatura mitológica del folclore maya, este ha sido mencionado en los mitos y leyendas de México y Honduras. Su descripción varía acorde la región y el relato, aunque siempre posee la característica de ser un ente diminuto que vive en las urnas y jarrones de las casas y gusta de hacer travesuras. 

## Mitología

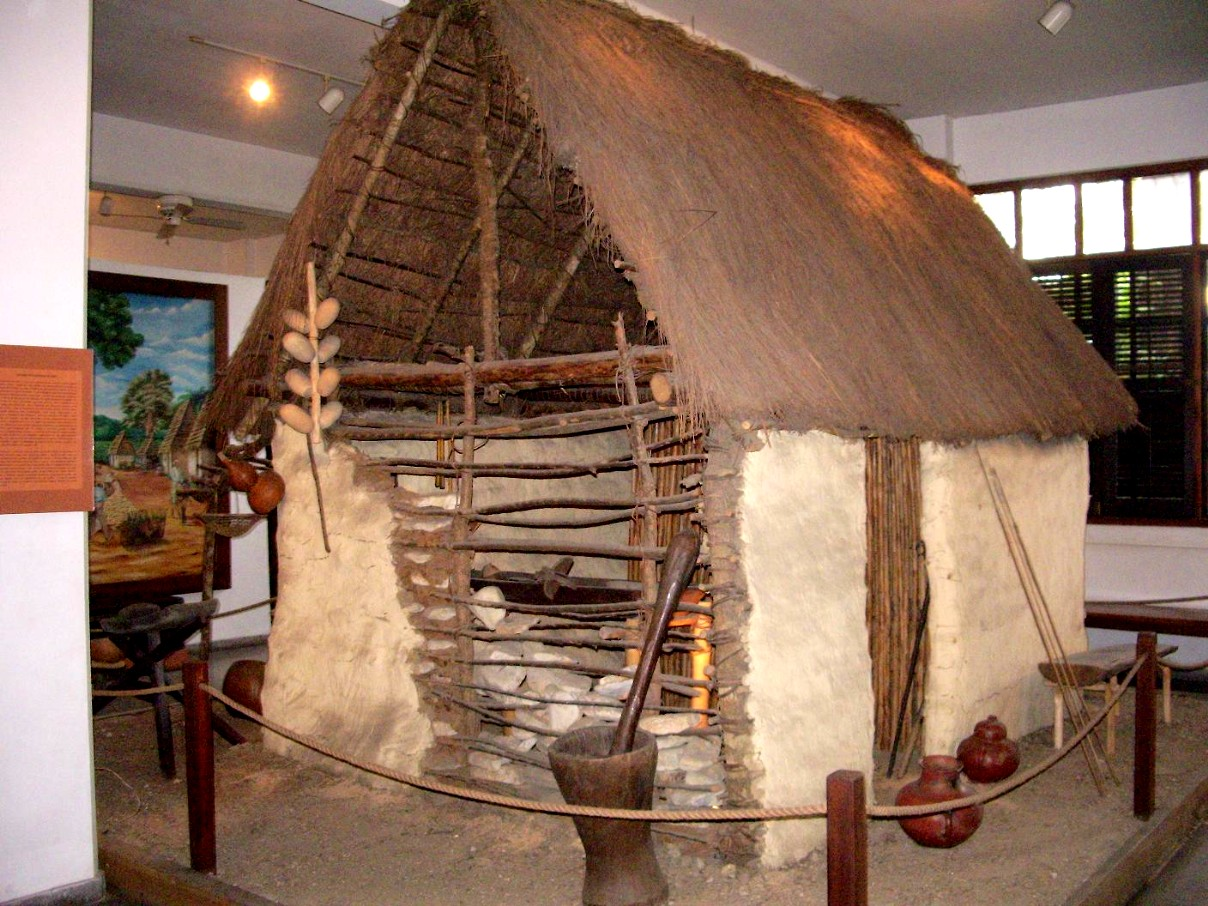
Una recreación de una casa tipíca de una aldea Maya En el museo de Antropología de San Pedro Sula, las casas son el lugar más común donde habitan estos seres.

Por lo general es descrito como un ente que se esconde o habita en las urnas, vasijas, y jarrones guardados en las repisas y rincones del hogar. Según la versión hondureña del mito un Yankopek es tipo un fantasma chocarrero doméstico de tamaño diminuto con un aspecto similar a los duendes que hacen travesuras en las casas por las noches. En otras se le describe como un duende cuyo trabajo es mantener siempre fresca el agua. Pero como a veces se aburre, se mete en vasos y cántaros y hace que estos caigan y se rompan. 
Si bien no es un ente que signifique un peligro mayor se dice hay que tener cuidado con él. En una versión mexicana del mito este es descrito como el fantasma que vive en el interior de cántaros y jarros, aunque no hace ningún mal mayor mas haya de pasar espantando solamente a los noctámbulos e imitando ruidos por la noche por mera diversión del mismo. 

## En la cultura popular
- Esta criatura ha sido representada por algunos artistas en sus respectivos países dándole una forma más fantasmal que de duende.[4]
- En el folclore hondureño existen otros seres que comparten similitudes con el Yankopek, aunque estos si tienen a significar un riesgo mayor a diferencia de este que solo busca hacer bromas y asustar.
- En el juego de cartas japonesas Yu-Gi-Oh!, las criaturas descritas en las cartas conocidas como Ancient Jar y Morphing jar poseen similitudes con este ser mitológico.[5]